# Chōsei
Chōsei (長生村 Chōsei-mura?) es una villa en la prefectura de Chiba, Japón, localizada en la parte centro-este de la isla de Honshū, en la región de Kantō. El 1 de marzo de 2021 tenía una población estimada de 13 656 habitantes y una densidad de población de 483 personas por km².

## Geografía
Chōsei se encuentra se encuentra en la costa del Pacífico de la parte central de la península de Bōsō, abarcando el área de la popular playa de Kujukuri. El área tiene un clima marítimo cálido con veranos calurosos e inviernos suaves. El río Ichinomiya desemboca en el océano Pacífico en la playa de Kujukuri en Chōsei.

## Historia
La villa de Chōsei fue creada el 3 de noviembre de 1953 a partir de la fusión de las aldeas de Hitotsumatsu, Yatsumi y Takane. Se hicieron algunos ajustes territoriales menores con la vecina Ichinomiya en 1954 y 1955.

## Demografía
Según los datos del censo japonés, la población de Chōsei ha crecido en los últimos 50 años.
| Gráfica de evolución demográfica de Chōsei entre 1950 y 2015 |
|                                                              |
| Oficina de Estadísticas de Japón                             |